# Ludwik Gładyszewski
Ludwik Gładyszewski (* 17. September 1932 in Wysoka; † 19. Dezember 2009 in Gniezno) war ein polnischer katholischer Priester, Altphilologe und Übersetzer.

## Leben
Nach seinem Abitur in Nakło nad Notecią trat er 1951 in das Priesterseminar in Gniezno ein. Nach seiner Priesterweihe am 15. Juni 1957 wirkte er ein Jahr lang als Pfarrer in Wągrowiec und studierte hierauf klassische Philologie an der Katholischen Universität Lublin. 1963 wurde er Dozent für klassische Sprachen sowie für Polnisch und Deutsch am Seminar in Gniezno, wo er 1971 zum außerordentlichen Professor ernannt wurde. 1972 verteidigte Gładyszewski an der Katholischen Universität Lublin seine Dissertation zur griechischen Apologetik des 2. Jahrhunderts und erhielt 1979 die Berufung zum ordentlichen Professor in Gniezno. Er wurde Propst sowie Gremialkanonikus des Kapitels in Gniezno und fungierte ab 1994 auch als Sekretär der Polnischen Bischöflichen Kommission für die Glaubenslehre. Als Diözesanpostulator leitete er den Untersuchungsprozess zur Seligsprechung von acht während der deutschen Besetzung Polens ermordeten Geistlichen der Erzdiözese Gniezno, der am 12. Juni 1999 mit deren Seligsprechung endete. Auf Ersuchen der kirchlichen Behörden übersetzte er ins Polnische den Ordo initiationis christianae adultorum (1988), das Martyrologium romanum (2004) und das Enchiridion Indulgentiarum.

## Schriften (Auswahl)

### Monographien
- Starożytne teksty chrześcijańskie: Kazania i homilie na świȩta pańskie i maryjne [Antike christliche Texte: Predigten und Homilien zu den Herren- und Marienfesten]. Lublin 1976.
- Bóg stwórca i władca: doktryna greckich apologetów II wieku o stworzeniu i opatrzności w aspekcie patrystyczno-filozoficznym. Warszawa 1977.
- Die Marienhomilien des Hesychius von Jerusalem. Pergamon Press, Oxford 1982.

### Herausgeberschaften
- Starożytne teksty chrześcijańskie: praca zbiorowa [Antike christliche Texte: Sammelwerk]. Lublin 1976.
- Antologia modlitwy wczesnochrześcijańskiej [Anthologie des frühchristlichen Gebets]. Lublin 1993.
- Beati martyres: błogosławieni męczennicy za wiarę Archidiecezji Gnieźnieńskiej: 1939-1945. Gaudentinum, Gniezno 1999.
- Wierny pasterz błogosławiony Marian Skrzypczak kapłan i męczennik. Gaudentinum, Gniezno 2008, ISBN 978-83-61311-11-9.